# Adventiva organ
Adventiva organ (adventivskott, adventivrötter; latin adveníre, tillkomma) är växtdelar som ej bildas ur normala meristem utan från utvuxna vilvävnader.
Adventiva organ uppkommer ofta efter sårande eller avskärning av stammar, som t. ex. stubbskott eller adventivrötter från sticklingar. I enstaka fall kan adventiva organ även bildas från blad, exempelvis hos Begonia-arter, som förökas med bladsticklingar.
Bildning av adventiva organ föregås ibland av kallusbildning. Utan yttre angrepp blida särskilt de enhjärtbladiga växterna adventiva rötter från stambasen, vilka övertar huvudrotens uppgift eller tjänar som stödrötter.
Uppkomsten av adventivrötter från sticklingar kan underlättas genom tillförsel av tillväxthormoner.
Vissa sjukdomstillstånd av typen bakterios kännetecknas av att den angripna växtdelen inte ruttnar eller vissnar, utan i stället visar abnorm tillväxt, så att svulster uppstår och adventiva organ, såsom rötter och skott, ibland utvecklas i stor mängd. Den viktigaste representanten för denna typ är rotkräfta.